# Mardus (1911)
Mardus – okręt pomocniczy z okresu I wojny światowej. Pełnił służbę w Rosji, w czasie wojny przejęty przez Niemców, a po ich kapitulacji przez Estonię. W Eesti merejõud służył jako kanonierka i trałowiec.

## Budowa i konstrukcja
Jednostka zbudowana została w 1911 w stoczni Göteborg  lub w Helsinkach. Wyporność okrętu wynosiła 150 ton. Jego całkowita długość wynosiła 27,5 metra, szerokość 6,4 metra, zaś zanurzenie 2,1 metra.
Okręt napędzany był przez sprzężoną maszynę parową o dwóch cylindrach, z jednym kotłem i śrubą. Rozwijała ona moc 260 KM. Okręt mógł rozwinąć 11 węzłów. Zapas 15 ton węgla pozwalał jednostce na pokonanie 500 mil morskich.
Brak jest informacji o uzbrojeniu jednostki przed wejściem do służby w Eesti merejõud. Pod banderą estońską głównym uzbrojeniem jednostki było działo kalibru 75 mm L/50 (według Ehlersa były dwa takie działa, natomiast na zdjęciu widać tylko jedno). Dodatkowo na okręcie znajdowały się dwa karabiny maszynowe.
Etat załogi pod estońską banderą wynosił w czasie pokoju trzech oficerów i dziewiętnastu marynarzy. W czasie wojny na okręt miał dołączyć jeden oficer i pięciu marynarzy.

## Służba
Istnieją różne wersje początkowych losów okrętu. Według oficjalnej estońskiej wersji z 2012 roku, miał on być własnością władz miejskich Rygi, gdzie pełnił funkcję statku pasażerskiego o nazwie „N”. W czasie wojny wszedł do służby w Marynarce Wojennej Imperium Rosyjskiego pod nazwą „Pskow”. W 1917 został przebazowany do Parnawy, rok później został zatopiony w tamtejszej fosie. Został podniesiony przez Estończyków .
Według Ehlersa, pierwsza nazwa jednostki mogła brzmieć „Sorkholm”. W czasie I wojny światowej służył pod nazwą „Matros”. Podlegał bezpośrednio pod Ministerstwo Wojny, zewidencjonowany jako holownik-lodołamacz. Od 15 stycznia 1918 znajdował się na liście Floty Bałtyckiej.
Gdy w ramach operacji Faustschlag Niemcy 25 lutego 1918 roku zajęli Tallinn, znaleźli okręt unieruchomiony przez lód. Po podpisaniu rozejmu w Compiègne Niemcy rozpoczęli wycofywanie wojsk z terenów Estonii, „Matros” wpadł w ręce Estończyków już 11 listopada.
Do służby w Eesti merejõud został włączony w roku 1920 lub 1921 jako kanonierka „Mardus”, jednak już w 1922 został skierowany do generalnego remontu.
Głównym zadaniem estońskiej marynarki w latach powojennych było oczyszczenie szlaków komunikacyjnych z min postawionych przez okręty niemieckie i rosyjskie. W tym celu 15 marca 1919 roku powołano do życia Traalerite Divisjon. Do 1922 roku udało się oczyścić z 633 min morskich obszar o powierzchni 1679 mil kwadratowych, co zadowoliło dowództwo marynarki. Sytuacja zmieniła się 5 maja 1923 roku – uznano potrzebę ponownego trału w cieśninach Soela oddzielającej wyspy Hiuma i Sarema oraz Voosi oddzielającej wyspę Vormsi od stałego lądu. Uznano bowiem, iż trał przeprowadzony na głębokości do 3 metrów jest niewystarczający, gdyż szlakami prowadzącymi przez cieśniny miały pływać statki o zanurzeniu do 4,5 metra. Ponieważ większość okrętów trałowych już zdemobilizowano, nastała niezwłoczna potrzeba wzmocnienia sił zwalczających miny. Uznano, że do tej roli najbardziej nadawały się kanonierki „Meeme” i „Mardus”, cechowało je bowiem niewielkie zanurzenie wynoszące 2,1 metra. Zadanie przeprowadzenia trału zostało im zlecone 18 czerwca 1923 roku. Soela została oczyszczona z min 26 czerwca, Voosi zaś niedługo potem .
We wrześniu i październiku oba okręty brały udział w podnoszeniu z dna morskiego niemieckiego torpedowca A 32, który następnie zasilił skład Estońskich Sił Morskich jako „Sulew” .
W 1924 roku Estonia otrzymała informacje o polach minowych postawionych na większych głębokościach, postawionych w czasie wojny w celu zwalczania okrętów podwodnych. Powstała w związku z tym potrzeba wykonania trałów na głębokościach 19 i 27 metrów. Ponieważ trzon sił przeciwminowych wymagał remontu 21 czerwca zapadła decyzja o ponownym wykorzystaniu okrętów „Meeme” i „Mardus”. Okręty przeznaczone do zwalczania min zostały połączone w tymczasowy zespół Traalerite Salkkond 2 lipca 1924 roku. Dowodził nim komandor porucznik Joosep Pruun, a stanowiska oficerskie na okrętach podlegały ciągłej rotacji, aby zapewnić doświadczenie bojowe kadetom szkoły morskiej .
Pierwsze trałowanie odbyło się na północ od Kakumäe (dzielnica Tallinna), następnie okręty oczyściły z min wody kolejna na północnym zachodzie i południowym wschodzie wyspy Naissaar. W trakcie akcji wyłowiono 196 min morskich, zaś 36 eksplodowało .
Jesienią Estończycy uzyskali informację, iż w wodach na północny zachód od Naissaar miny były stawiane również na głębokościach poniżej 27 metrów. Rankiem 14 listopada 1924 roku w celu odnalezienia min wyszedł zespół w składzie „Meeme”, „Mardus” i „Tahkoma”. „Meeme” i „Mardus” rozpoczęły trał na głębokości 48,7 metra, został on jednak przerwany o 15:10 w wyniku wybuchu. Eksplozja miała miejsce około 15 stóp (między 4 a 5 metrów) pod rufą „Meeme”. Spowodowała ona znaczne uszkodzenia, część załogi została wyrzucona za burtę. Pozostałe okręty rozpoczęły akcję ratunkową, z wody wyciągnięto 11 ludzi, zaś 9 zabrano z pokładu. „Mardus” przybrał kurs na Tallinn, aby odwieźć rannych, zaś „Tahkoma” przystąpiła o 15:25 do holowania jednostki na płytkie wody przy brzegu wyspy Naissaar, co zakończyło się niepowodzeniem – „Meeme” zatonął o godzinie 17:30 .
„Mardus” został przeniesiony do rezerwy w 1938 roku.
Estonia została oficjalnie włączona do Związku Socjalistycznych Republik Radzieckich 6 sierpnia 1940 roku. Prawdopodobnie okręt został wtedy włączony w skład Marynarki Wojennej ZSRRR jako holownik. Został zatopiony 27 sierpnia 1941, na dzień przed wkroczeniem Niemców do Tallina. Eksplozja materiałów wojennych przewożonych na okręcie kompletnie zniszczyła jednostkę, której szczątki zatonęły u wejścia do bazy Miinisadam .